# Хиджазская железная дорога
Хиджа́зская железная дорога (осман. حميديه حجاز تيمور يولى‎, араб. سكة حديد الحجاز‎) — железная дорога, построенная при поддержке Абдул-Хамида II — султана Османской империи в начале XX века.

## История

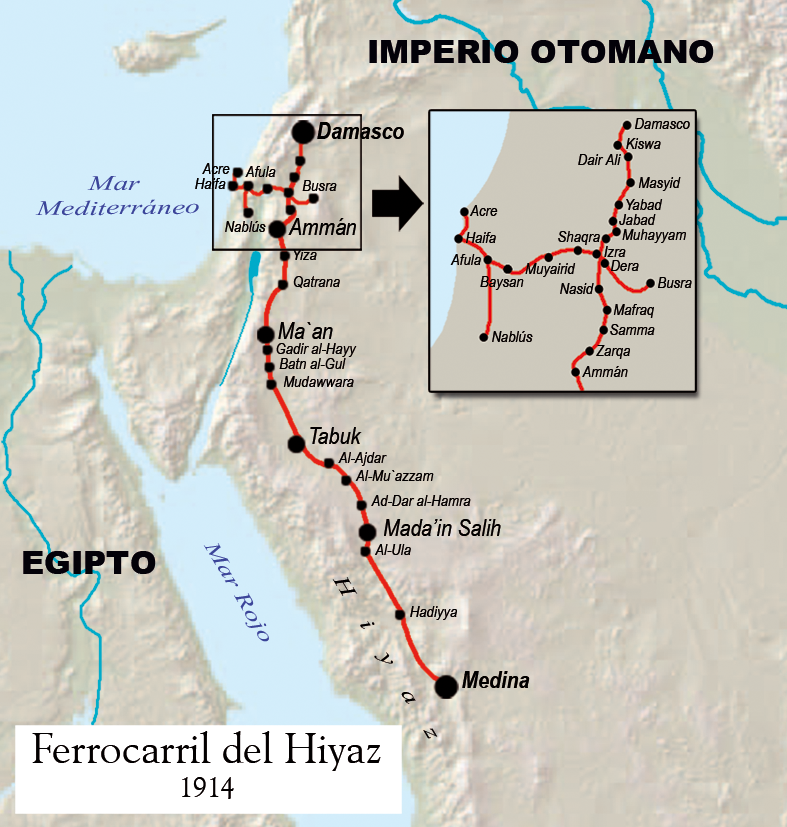
Карта железной дороги при Османской империи. 1914 год.

По плану дорога должна была соединить Дамаск и священный город мусульман Мекку. Это бы значительно облегчило мусульманам всего мира совершение хаджа. Кроме того, строительство дороги облегчило бы переброску турецких войск и укрепило османский контроль над отдалёнными арабскими провинциями, а также дало бы импульс к их экономическому развитию. На севере планировалось соединение с железной дорогой Стамбул-Багдад. Дорога была узкоколейной, с шириной колеи 1050 мм. Наименьший радиус кривых составил 150 м, наибольший уклон 18 ‰. Дорога была названа Хиджазской по региону Хиджаз. По настоянию султана Абдул-Хамида II, желавшего обеспечить максимальную сохранность тишины и покоя земли, по которой когда-то ходил Пророк Мухаммад, строители нашли способ удовлетворить его желание. Для обеспечения бесшумности дороги под рельсы стелили слой войлока.
Строительство началось в 1900 году. Работы главным образом велись силами специальных железнодорожных батальонов турецкой армии, но привлекалось и значительное число вольнонаёмных рабочих. С начала строительства армии приходилось охранять строящуюся дорогу от нападений бедуинов. Строительство затруднялось трудными климатическими условиями, нехваткой воды. Для снабжения дороги водой было вырыто значительное число артезианских колодцев и устроены цистерны для сбора воды в дождливый период. В 1908 году дорога было достроена до Медины. Была также выкуплена у частной английской компании и присоединена в качестве ответвления железная дорога Хайфа — Даръа (150 км).
Во время Первой мировой войны турки использовали дорогу для перевозки войск и военных грузов. Дорога подвергалась диверсиям арабских отрядов под командованием известного британского разведчика Лоуренса.
После поражения центральных держав в войне и распада Османской империи дорога оказалась на территории нескольких новых независимых государств, которые не могли поддерживать её полностью в работоспособном состоянии.
В настоящее время действуют отдельные участки дороги: от Дамаска до Аммана, от фосфатных месторождений около Маана до Акабского залива и от Хайфы до Бейт Шеана.